# Краснознаменский сельский совет (Голопристанский район)
Краснознаменский сельский совет (укр. Краснознам'янська сільська рада) — входит в состав
Голопристаньского района
Херсонской области
Украины.
Административный центр сельского совета находится в 
с. Александровка
.

## Населённые пункты совета
- с. Александровка
- с. Вольная Украина
- с. Очаковское